# Guerra polacco-ottomana (1620-1621)
La guerra polacco-ottomana (1620-1621), o prima guerra polacco-ottomana, segnò il riaccendersi della contesa tra la Confederazione polacco-lituana e l'Impero ottomano per il controllo sulla Moldavia e sull'Ucraina, congelata nel 1617 con il trattato di Busza. Il conflitto non portò ad alcun mutamento dello status quo.

## Antefatto
Nel 1595, il grande etmano della Confederazione polacco-lituana, Jan Zamoyski, aveva posto sul trono di Moldavia Ieremia Movilă con l'intento di sfruttare il Principato danubiano quale cuscinetto tra le terre confederate della Pocuzia ed i turchi, fossero essi ottomani o Nogai di Crimea. In spregio ai piani di Zamoyski, invece, non appena Movilă morì (1606), le famiglie di magnati polacchi a lui imparentate (Potockis, Koreckis e Wiśniowieckis) si sentirono legittimate a contendere il controllo della Moldavia alla Sublime porta una prima volta nel 1607-1613 ed una seconda nel 1614-1617. In entrambe le occasioni, il compito di chiudere sul campo la contesa venne ufficialmente affidato dalla Confederazione al grande etmano Stanisław Żółkiewski, già protetto di Zamoyski, a causa delle continue intromissioni dei Nogai di Khan Temir, alleatosi ai moldavi, in Pocuzia. Nel corso del 1616 il conflitto era poi stato complicato da una diretta intromissione degli ottomani del Beylerbey di Bosnia, Iskander Pasha, che aveva stroncato i polacco-lituani nella seconda battaglia di Sasowy Róg prendendo a pretesto le parallele scorrerie dei cosacchi sul suolo imperiale turco.

Żółkiewski ed il Beylerbey negoziarono un accordo che raffreddasse il conflitto nel settembre del 1617, il trattato di Busza, con il semplice scopo di guadagnare tempo (la Confederazione era infatti impegnata in Livonia contro il Regno di Svezia e la Porta in Persia contro i Safavidi), salvo poi scontrarsi l'anno dopo nella battaglia di Kam"janec'-Podil's'kyj (1618), nella quale il grande etmano riuscì a chiudere favorevolmente la contesa per la Confederazione.
Nel rapido volgere di un biennio, i rapporti tra polacco-lituani ed ottomani tornarono a precipitare.

Costretto a chiudere il conflitto nel Caucaso in netto svantaggio rispetto ai Safavidi, il nuovo sultano Osman II (regno 1618-1622) si rivolse ai Balcani ed all'Ucraina in cerca di più facili conquiste. L'allora nemico storico degli ottomani, la casa d'Asburgo, era impegnata nel neonato conflitto che sarebbe poi degenerato nella Guerra dei trent'anni: la rivolta della Boemia. Osman prese contatti con il voivoda (principe) di Transilvania, Gabriele Bethlen, affinché questi attaccasse l'Ungheria Reale, controllata dagli Asburgo d'Austria. La risposta dell'aggressivo Arciduca e futuro imperatore Ferdinando II d'Asburgo fu un accordo con il Re di Polonia Sigismondo Vasa affinché questi attaccasse da nord i transilvano-ottomani in Ungheria in cambio di concessioni territoriali nella Slesia.
I mercenari lisowczycy inviati dal Vasa incontrarono le forze transilvane in Slovacchia, sconfiggendole nella battaglia di Humenné (23 novembre 1619), e ripiegarono poi sulla Transilvania per saccheggiarla. Costretto ad abbandonare il campo dei ribelli protestanti del conte von Thurn, impegnati ad assediare Vienna, per difendere il suo regno, Bethlen allacciò contatti più stretti con l'Ottomano, al quale chiese aiuti contro i lisowczycy.
In questo clima di tensioni e complotti su vasta scala, le relazioni tra la Confederazione e la Porta erano poi costantemente guastate dalle continue scorribande dei cosacchi cristiani e dei Nogai musulmani; alle spalle di questi "cani sciolti", ognuna delle due potenze vedeva infatti la mano occulta dell'avversario. La "questione cosacca" era poi particolarmente sentita dai turchi perché proprio nel decennio 1615-1625 le operazioni di pirateria cosacca nel Mar Nero raggiunsero il loro apice, con risultati inaspettatamente felici per i predoni cristiani quali il sacco di Varna e Trebisonda nel 1616.
Conseguentemente agli accordi di Busza del 1617, la Confederazione aveva formalmente richiesto ai coscritti cosacchi di ridurre i raid corsari ai danni degli ottomani, inviando l'etmano Stanisław Koniecpolski, genero di Żółkiewski, ad Olszanica, ma l'accordo non era stato rispettato.

## Il riaccendersi delle ostilità: la battaglia di Cecora
Il casus belli venne fornito al giovane Osman II dalle scorribande dei pirati cosacchi che, nel 1620, misero al sacco il porto di Istanbul, arrivando, pare, a tentare l'assalto alla dimora stessa del sultano, il Topkapi.

La Porta iniziò così a preparare l'attacco diretto ai danni della Confederazione, previsto per il 1621, mentre Iskander Pascià veniva messo a capo di un potente esercito per riportare i Balcani sotto l'egida ottomana e garantire appoggi a Bethlen. Le forze del Beylerbey, circa 10 000 uomini, si congiunsero ai Nogai di Khan Temir e mossero verso sud, per congiungersi con le forze del voivoda di Valacchia, Radu IX Mihnea.
Il Sejm polacco-lituano, sobillato quasi certamente dagli emissari di Ferdinando II d'Asburgo, era nel frattempo giunto alla medesima risoluzione della Porta. Risoluti a muover guerra agli ottomani, i parlamentari confederati risolsero di anticipare lo scontro all'anno in corso ma, al contempo, respinsero le richieste del grande etmano della Corona di stanziare più fondi per l'esercito.

Żółkiewski riuscì a radunare poco più di 8 000 effettivi, grazie principalmente alle risorse dirette dei Magnati interessati alla spedizione (Korecki, Zasławski, Kazanowski, Kalinowski e Potocki - le medesime famiglie, cioè, che si erano impegnate in Moldavia negli anni precedenti): 2 000 fantaccini, 400 husaria, 1200 lisowczycy, 200 raitri e 1 600 coscritti cosacchi al comando dell'atamano Mikhailo Chmel'nyc'kij, uomo strettamente legato al clan del grande etmano.
Aspettandosi di dover affrontare un esercito nemico di circa 10 000 uomini, Żółkiewski risolse di spostare lo scontro al di fuori del territorio confederato e scelse la Moldavia quale campo di battaglia. Il grande etmano si mise in marcia, puntando verso la località di Cecora, già fortificata dal grand etmano Zamoyski nel 1595 per le operazioni contro i tartari di Ğazı II Giray (v. battaglia di Cecora (1595)). La sera del 9 settembre l'esercito confederato aveva varcato il fiume Prut e quattro giorni dopo (13 settembre) era a destinazione.

Il voivoda di Moldavia, Gașpar Graziani, un avventuriero croato messo sul trono dagli ottomani ma che aveva già allacciato contatti con Sigismondo di Polonia contro la Porta, approfittò della presenza di Żółkiewski per sbarazzarsi dei turchi. Informato che il sultano aveva scoperto il suo doppio-gioco e che un kapucu era diretto alla sua capitale, Iași, per destituirlo, il voivoda fece massacrare i giannizzeri presenti a corte, catturò la delegazione e fuggì a nord, verso il limitrofo campo polacco-lituano, accompagnato dai suoi sostenitori. Żółkiewski approfittò dell'arrivo di Graziani per annettere, contro la volontà del principe, le forze ribelli moldave alle sue. Alcuni magnati danubiani, però, ripiegarono sulle loro terre per proteggerle dai saccheggi perpetrati dall'armata confederata per gli approvvigionamenti.
Żółkiewski e Iskander Pasha si scontrarono nella battaglia di Cecora, sul fiume Prut, che si protrasse per diversi giorni. Costretto a ritirarsi, Żółkiewski riuscì a mantenere integre le sue forze fino al confine confederato, ove i suoi uomini si dispersero divenendo facile preda delle forze ottomane. Żółkiewski restò ucciso e la sua testa venne inviata al sultano come trofeo; Koniecpolski venne fatto prigioniero.

## Hotin (1621)

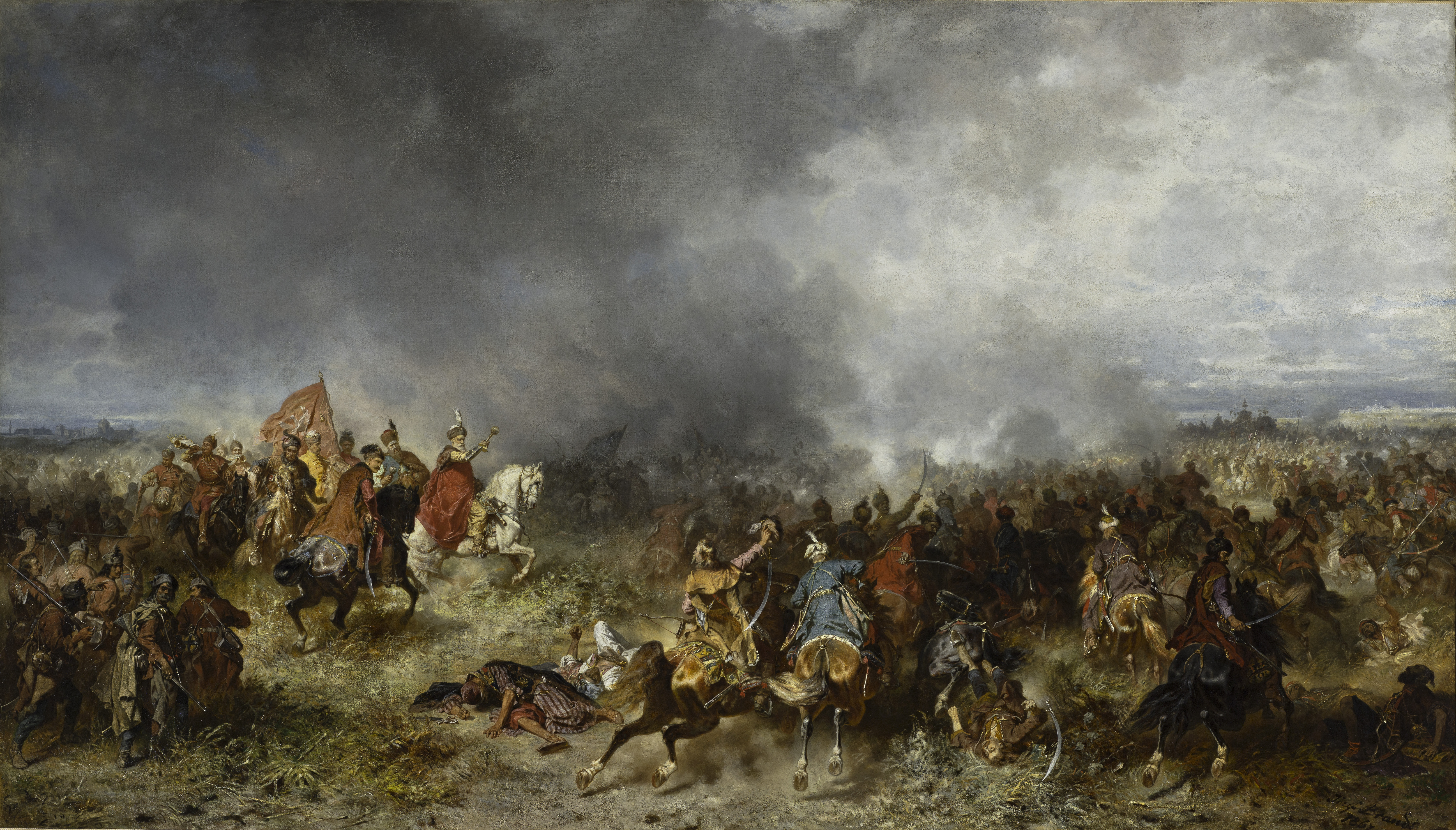
Grand Hetman di Lituania Jan Karol Chodkiewicz alla Battaglia di Chocim (1621).

Sei mesi dopo la disfatta dei polacco-lituani, nell'aprile del 1621, Osman II era ad Adrianopoli, al diretto comando di un'armata forte di oltre 100 000 uomini con la quale intendeva schiacciare una volta per tutte la Confederazione. Il Sejm affidò il comando dell'armata confederata al grande etmano di Lituania, l'anziano Jan Karol Chodkiewicz, che attraversò il Dniester al comando di una forza di 25 000 polacchi e 20 000 cosacchi e si trincerò nella fortezza di Chotyn, in attesa del nemico. Per un mese, dal 2 settembre al 9 ottobre, le forze della Confederazione ressero all'assalto dei turchi nel sanguinoso assedio di Khotyn. Il 24 settembre, Chodkiewicz morì ed il comando passò a Stanisław Lubomirski. Il 9 ottobre, con l'arrivo delle prime bufere invernali, il sultano si convinse a desistere dall'attacco.

## Conseguenze
Tornato ad Istanbul, Osman II venne deposto dai suoi Giannizzeri, scontenti del sultano e da lui fatti oggetto di feroci critiche causa la sconfitta subita ad opera dei polacco-lituani, il 18 maggio ed assassinato due giorni dopo (20 maggio). Il polacco Samuel Korecki, già ben noto ai turchi dai tempi della battaglia di Sasowy Róg (1616), seguì Osman nella tomba circa un mese dopo, il 27 giugno. Koniecpolski e gli altri prigionieri confederati, incluso il giovane Chmel'nyc'kij, uscirono invece incolumi dalla prigionia: vennero rilasciati nel 1623, grazie al buon esito della missione diplomatica condotta presso il sultano Mustafa I, subentrato al nipote Osman, da Krzysztof Zbaraski. Il riscatto dei Magnati fruttò alla Porta 30 000 talleri.
Il Trattato di Hotin, basato sul precedente Trattato di Busza, chiuse il conflitto tra la Sublime Porta e la Confederazione, pacificando il confine tra i due imperi per un decennio.

La contesa sarebbe stata riaperta con la Seconda guerra polacco-ottomana voluta dal nuovo Grand Hetman Koniecpolski.

### Fonti
- Naima, M. (XVII secolo), Annals of the Turkish Empire from 1591 to 1659 of the Christian Era, ed. Fraser, C. [a cura di] (1832), Londra, v. I.
- Potocki, Wacław (1669-1672), Transakcja wojny chocimskiej.
- Sobieski, Jakub (1643), Commentariorum Chotinensis belli libri tres.

### Studi
- Lerski, Jerzy Jan (1996), Historical Dictionary of Poland, 966–1945, Westport, Greenwood Publishing Group, ISBN 978-0-3132-600-70 on-line.
- Majewski, Ryszard (1970), Cecora – rok 1620, Varsavia, MON.
- Mistrini V, Le guerre polacco-ottomane (1593-1699), vol. 2: Gli scontri armati, Soldiershop Publishing, 2012..
- Podhorodecki, Leszek (1978), Stanisław Koniecpolski ok. 1592–1646, Varsavia, Wydawnictwo Ministerstwa Obrony Narodowej.
- Prochaska, Antoni (1927), Hetman Stanisław Żółkiewski, Varsavia, Wydawnictwo Kasy im. Mianowskiego Instytutu Popierania Nauki.
- Śledziński, Kacper (2007), Cecora 1620, Varsavia, Bellona, ISBN 978-83-11-10741-0.
- Stonep, Daniel (2001), The Polish-Lithuanian state, 1386-1795, University of Washington Press, ISBN 0-295-98093-1.